# Stenoterommata palmar
Stenoterommata palmar is een spinnensoort in de taxonomische indeling van de bruine klapdeurspinnen (Nemesiidae).
Stenoterommata palmar werd in 1995 beschreven door Goloboff.